# Huevo real danés
El huevo real danés (también conocido como el huevo del jubileo danés) es un huevo de Pascua esmaltado enjoyado hecho bajo la supervisión del joyero ruso Peter Carl Fabergé en 1903, para Nicolás II de Rusia, quien le regaló el huevo a su madre, la emperatriz viuda María Fiódorovna. Uno de los seis huevos de Fabergé que se encuentran actualmente desaparecidos, es uno de los dos huevos cuya existencia se conoce solo a partir de una sola fotografía, el otro es el huevo conmemorativo de Alejandro III de 1909. También existe una fotografía de 1902 donde se aprecia muy borroso el reflejo en un espejo del huevo perdido de 1888 del querubín con carro.

## Sorpresa
El huevo contiene retratos en miniatura de Cristián IX de Dinamarca y su esposa, Luisa de Hesse-Kassel (o Hesse-Cassel), los padres de la emperatriz viuda María Feodorovna.

## Historia
Se conoce por una descripción publicada en la revista The Connoisseur en junio de 1934:
"Las miniaturas del difunto rey de Dinamarca y su reina se enmarcan como elemento sorpresa en el huevo imperial. La superficie exterior es de esmalte azul claro y blanco con adornos en oro y piedras preciosas. En la parte superior están los escudos de armas de la familia real danesa, y está sostenida por leones heráldicos daneses".
Uno de los huevos de Fabergé más grandes con más de 22,9 cm de altura, el huevo está coronado por el símbolo de la antigua Orden del Elefante de Dinamarca.
En 1903, la emperatriz viuda María Feodorovna, nacida en Dinamarca como la princesa Dagmar, regresó a Dinamarca para el 40 aniversario de la ascensión al trono de su padre. El huevo real danés fue así una conmemoración de este evento y al mismo tiempo para conmemorar la muerte de la reina Luisa. Nicolás II le escribió a su madre en Copenhague que "le estaba enviando un regalo de Pascua de Fabergé. Espero que llegue bien; simplemente se abre desde arriba".